# Vydrovská dolina

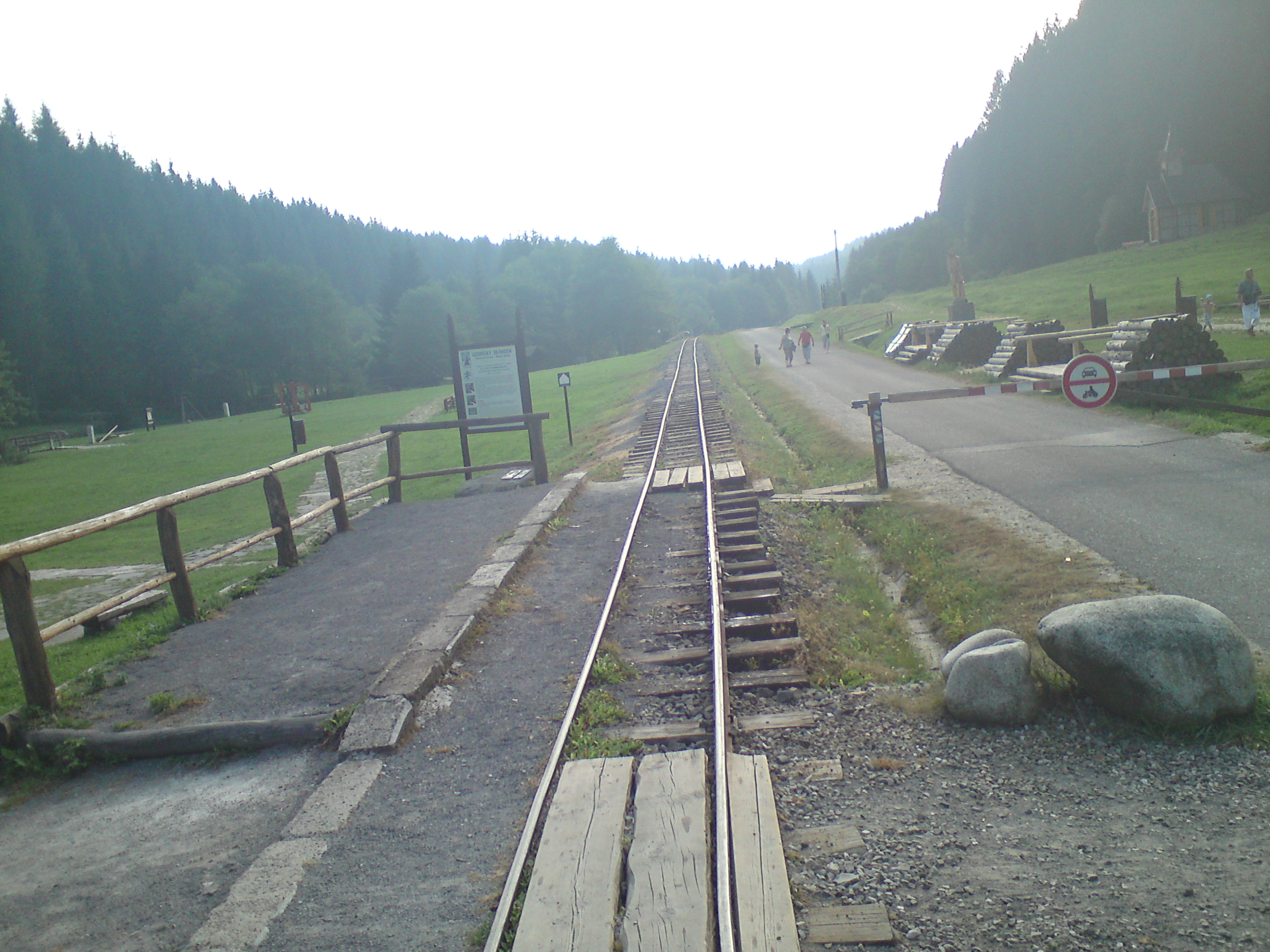
Vydrovo při stanici Čiernohronská železnica

Vydrovo nebo Vydrovská dolina je cca 4 km dlouhá dolina ve Veporských vrších. Protéká jí potok Vydrovo a velkou částí vede jedna z větví Čiernohronské železnice.
Nachází se v katastru obce Čierny Balog a táhne se z osady Vydrovo jižním směrem. Celou délkou protéká stejnojmenný potok a dolní částí prochází silnice II / 529 na Hriňovou, která však opouští dolinu a stoupá přes skanzen do sedla Tlstý javor. Dolinou vede větev Čiernohronské železnice, která končí v lesnickém skanzenu, přestože trať pokračuje až po Obrubovanskú dolinu. Tvoří významnou turistickou lokalitu.
Na Vydrovkou dolinu navazují Obrubovanská dolina, Prostrední dolina a Podtajchová dolina.

## Galerie

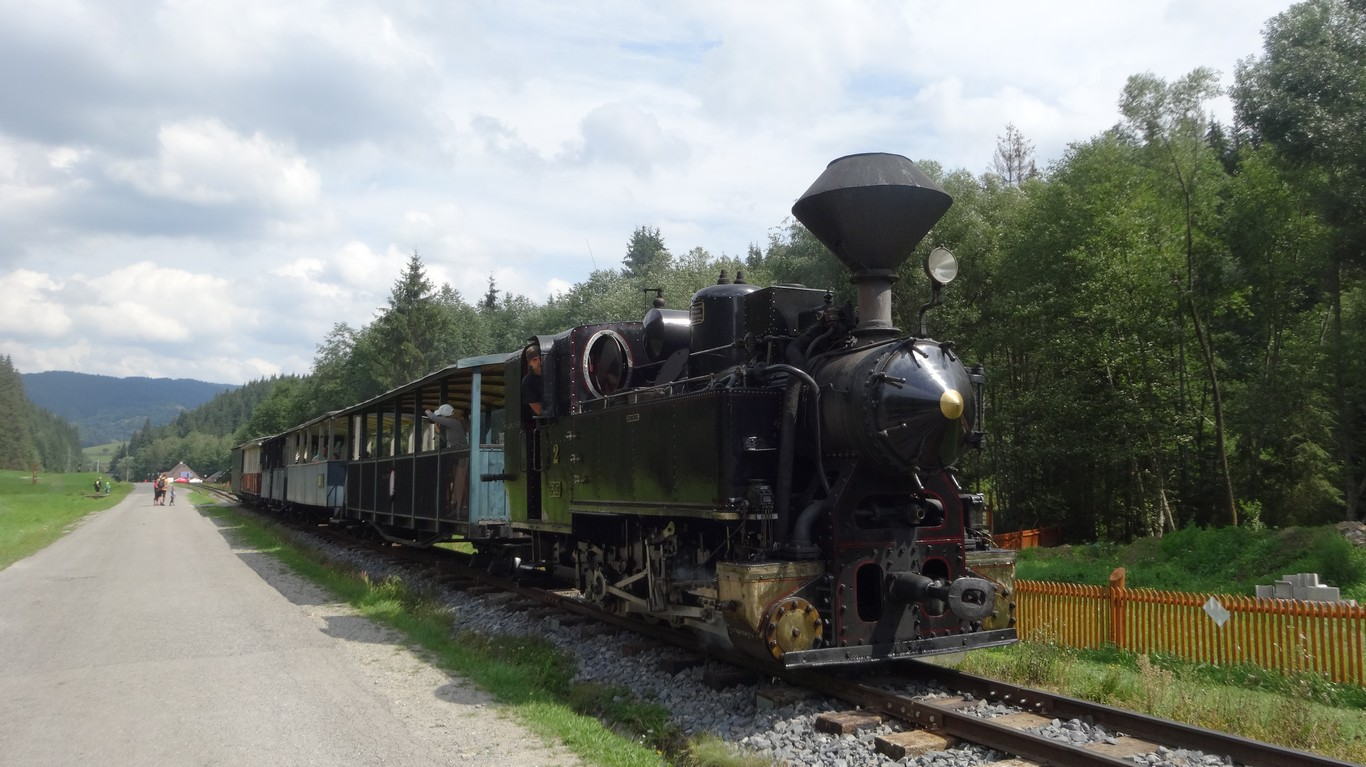
Souprava ČHŽ
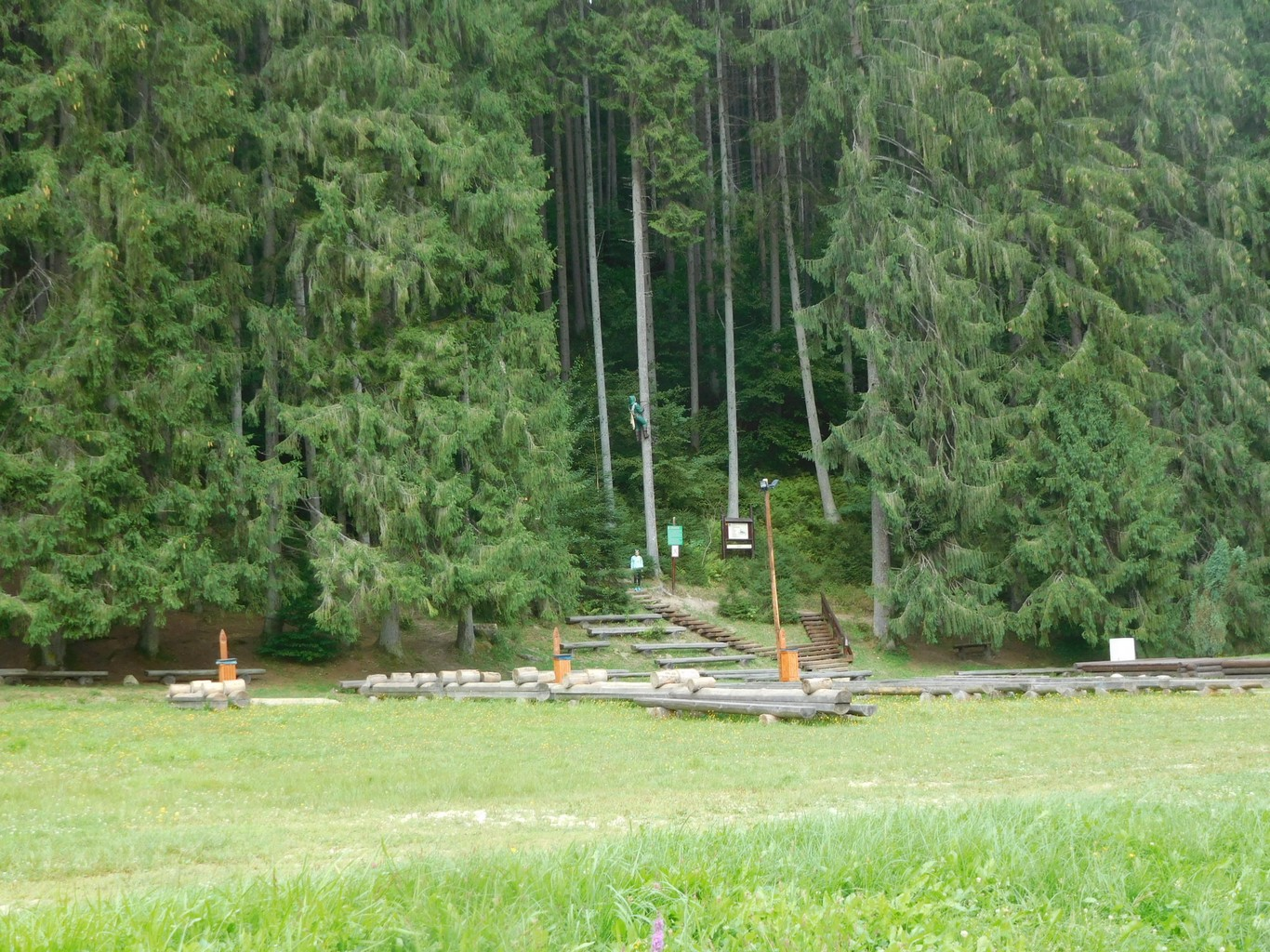
Exponáty v skanzene
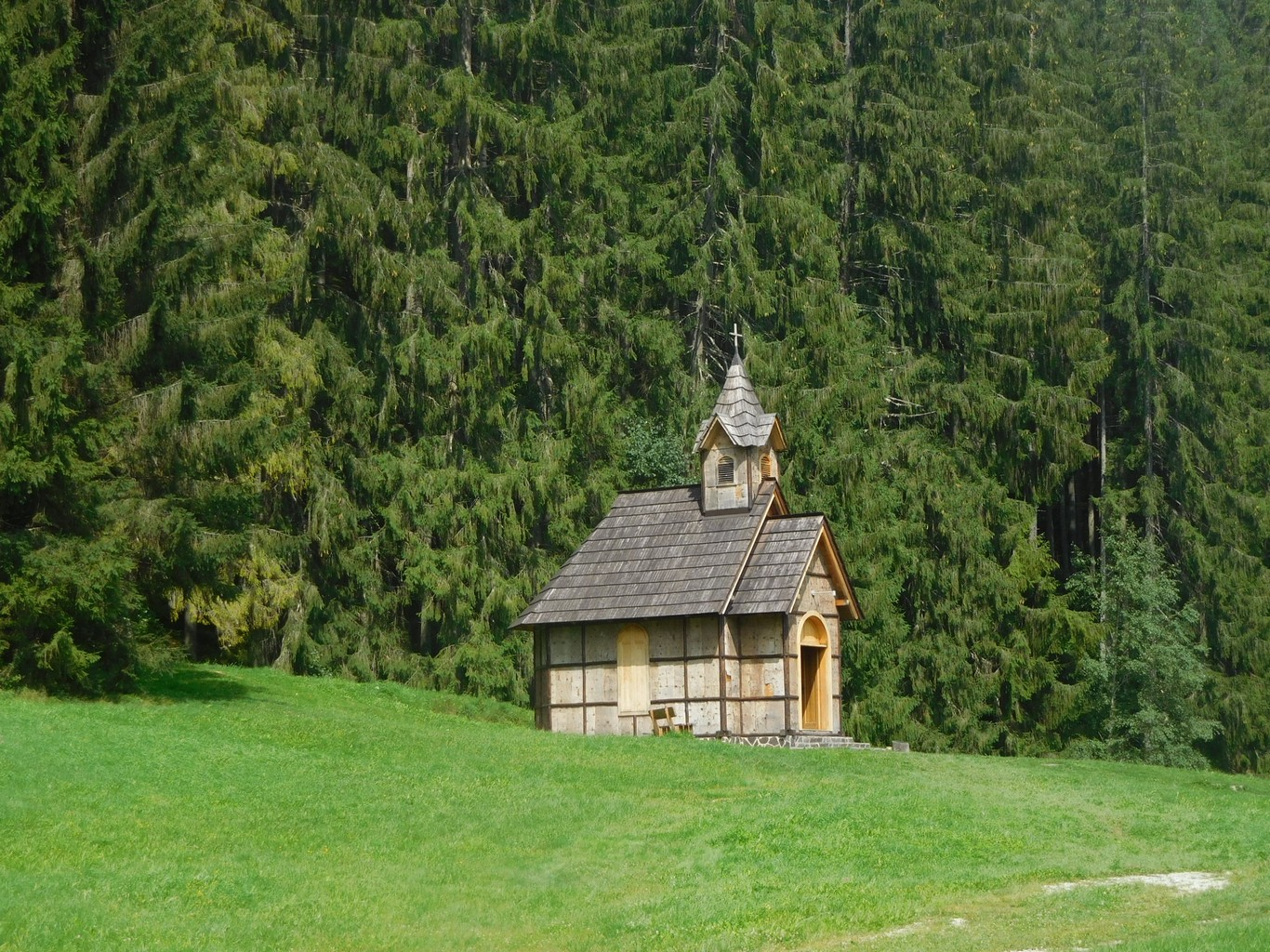
Kaplnka ako súčasť skanzenu
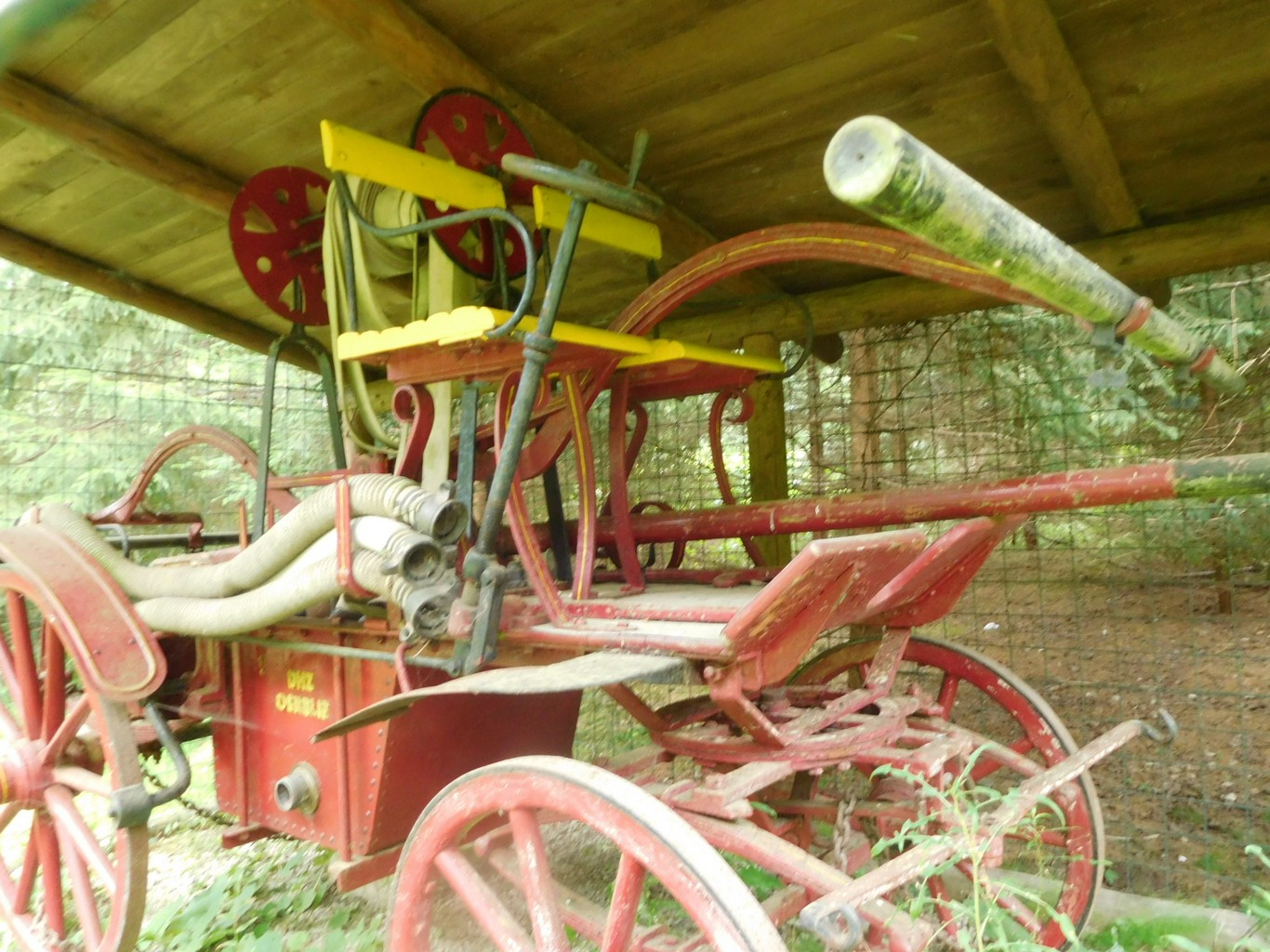
Hasičský voz ako exponát
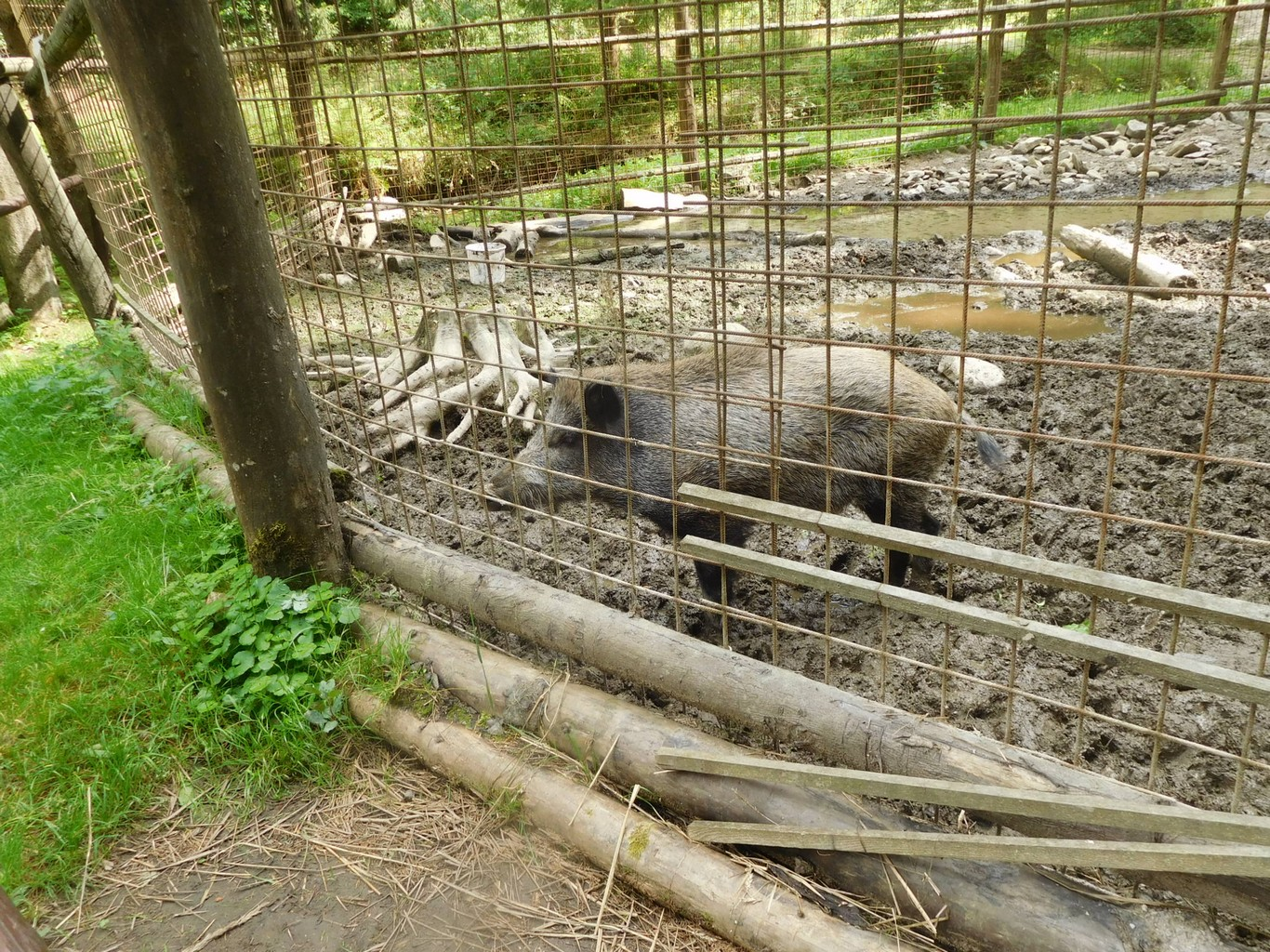
Živý exponát
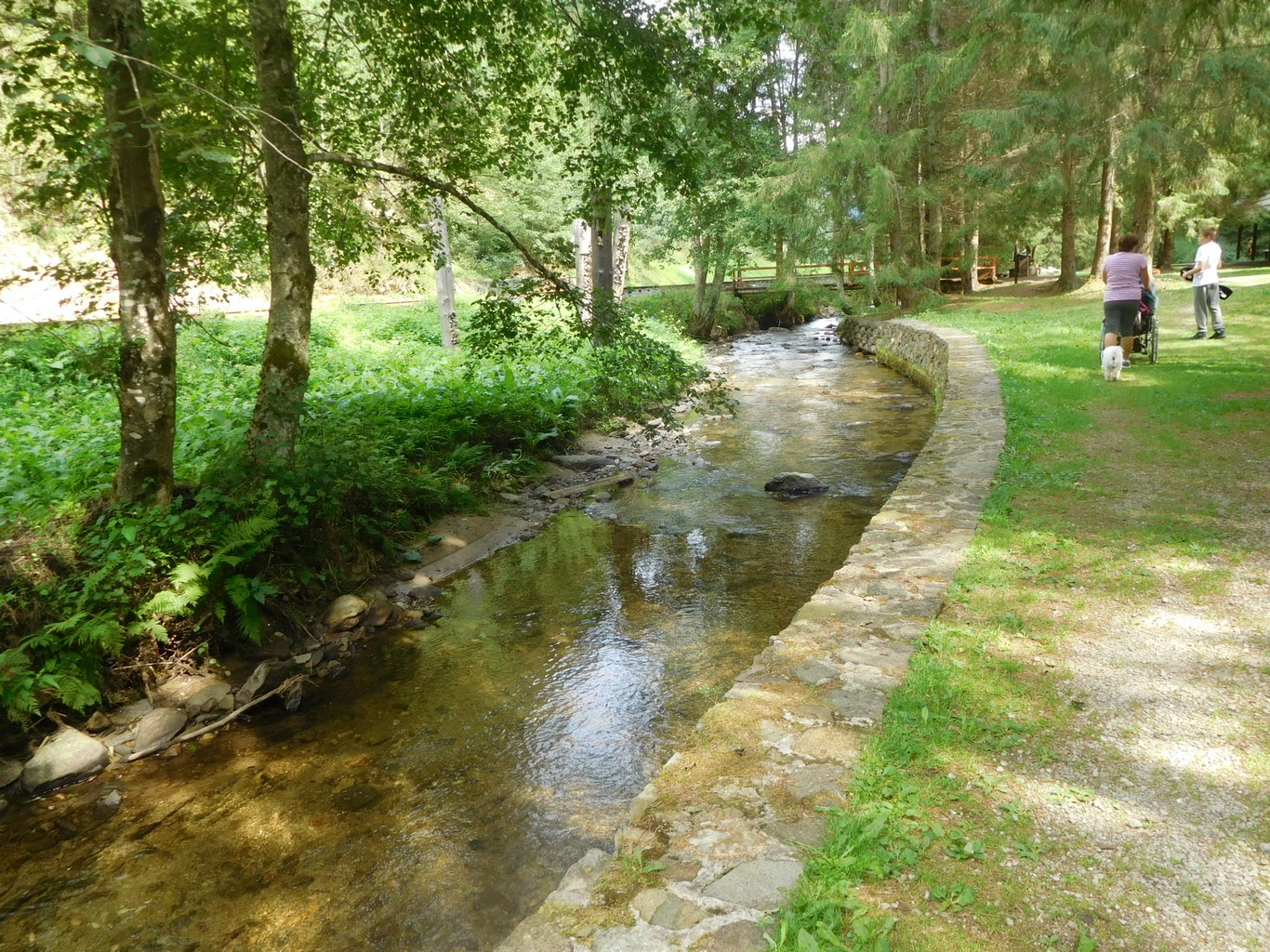
Vydrovský potok